# آندره آلوز
آندره آلوز (به پرتغالی: André Alves dos Santos) مهاجم اهل برزیل است که در شهر دورادوس و در تاریخ ۱۵ اکتبر ۱۹۸۳ به دنیا آمده‌است.
آندره آلوز در تیم‌های فوتبال União Barbarense ? ? سابقهٔ حضور دارد.